# Bockersend 96 (Mönchengladbach)

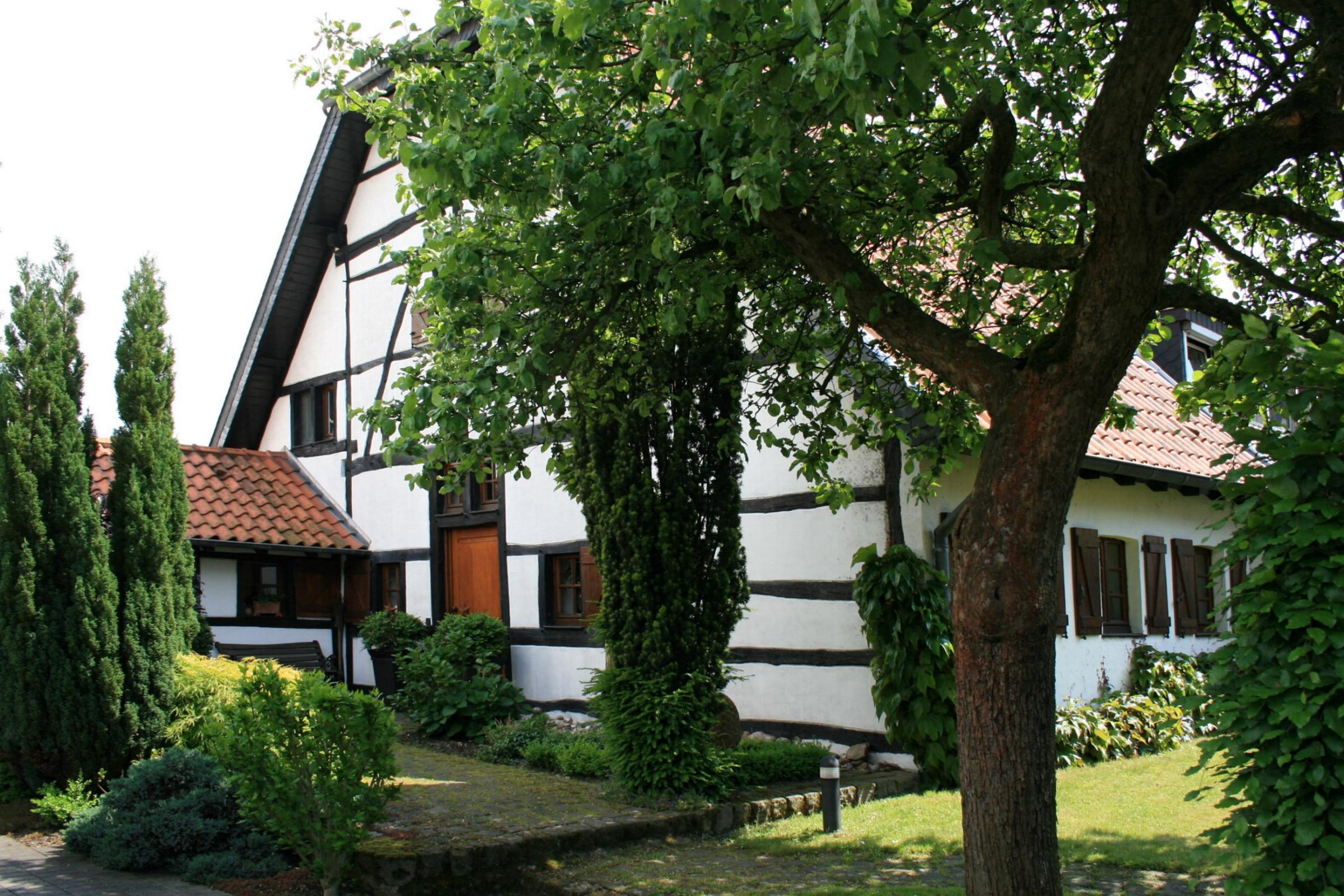
Wohnhaus (2011)

Das Wohnhaus Bockersend 96 steht im Stadtteil Bettrath-Hoven in Mönchengladbach (Nordrhein-Westfalen).
Das Wohnhaus wurde 1720 erbaut. Es ist unter Nr. B 022 am 4. Dezember 1984 in die Denkmalliste der Stadt Mönchengladbach eingetragen worden.

## Architektur
Die zweigeschossige Wohn-Stallhaushälfte bildet mit dem ursprünglichen Haus Nr. 94 eine Gebäudeeinheit. Das Objekt mit dem angeblichen Baujahr 1720 enthält überwiegend originales Fachwerk in einer dreischiffigen Konstruktion. Das Dach hat eine Krüppelwalmausbildung. Am Nordgiebel in der Verlängerung der Ostfassade ist ein zweigeschossiger Schuppenanbau in Fachwerkkonstruktion mit Satteldach angebaut. Hierbei handelt es sich um eine spätere Hinzufügung, aber aus älterer Zeit.